# Wolfgang Sühnholz
Wolfgang Sühnholz (* 14. September 1946 in Berlin; † 27. Dezember 2019 in Georgetown (Texas)) war ein deutschamerikanischer Fußballspieler und -trainer. Ursprünglich Spieler bei Hertha Zehlendorf in Berlin wurde er 1972 deutscher Meister mit dem FC Bayern und 1976 nordamerikanischer Meister mit Toronto Metros-Croatia. Später ließ er sich als Trainer in den USA nieder.

## Spielerkarriere
Wolfgang „Sprotte“ Sühnholz begann seine Laufbahn beim Berliner Verein Hertha Zehlendorf. Seine Zeit bei den Berlinern beschreibt die erfolgreichste Zeit des Vereins. Mit der „kleinen Hertha“ gewann er die Meisterschaften der Fußball-Regionalliga Berlin von 1969 und 1970. Bei den jeweils anschließenden Teilnahmen an der Bundesliga-Aufstiegsrunde waren die Zehlendorfer aber wenig erfolgreich. Prominentester Mitspieler war der langgewachsene Verteidiger Uwe „Funkturm“ Kliemann der später eine lange Karriere in der Bundesliga hatte, die ihn auch in die Nationalmannschaft führte.
Zur Spielzeit 1970/71 wechselte er gemeinsam mit Kliemann zu Rot-Weiß Oberhausen, der sich zu seiner zweiten Saison im Oberhaus anschickte. RWO zahlte weiland 800 Mark Grundgehalt im Monat für die Junggesellen und 1000 Mark für die Familienväter. Sühnholz war von Anbeginn Stammspieler und sollte auf 32 Ligaspiele kommen. Sein erstes von sechs Saisontoren erzielte er beim beachtlichen 8:1-Sieg gegen den Hamburger SV am achten Spieltag. Dennoch entrannen die Rheinländer am Ende nur mit einer um ein Tor besseren Tordifferenz gegenüber Kickers Offenbach dem Abstieg, was wohl auch Lothar Kobluhn zu verdanken war, der mit 24 Treffern Torschützenkönig der Bundesliga wurde.
Zur Saison 1971/72 wechselte er gemeinsam mit Franz Krauthausen zum Vizemeister FC Bayern München. Er war sogleich Teil der Stammbesetzung und war nur in zwei der ersten 27 Ligaspiele nicht dabei. Im Viertelfinalrückspiel des DFB-Pokals am 12. April 1972, bei der 1:5-Niederlage im Auswärtsspiel gegen den 1. FC Köln, das wegen seiner Härte als „Schlacht von Köln“ in die Pokalhistorie einging, erlitt Sühnholz nach einem Foul von Jupp Kapellmann einen derart komplizierten Beinbruch, dass er daraufhin mehr als ein Jahr lang nicht spielen konnte. Nachdem die Bayern um Franz Beckenbauer, Gerd Müller und Torwart Sepp Maier 1972 die Meisterschaft gewannen, konnten sie ihren Titel 1972/73 verteidigen, wenngleich Sühnholz daran aufgrund seiner Verletzung keinen Anteil hatte.
Nach einem zehntägigen Probetraining bei Grasshopper Club Zürich im November 1973 unterschrieb er dort einen Vertrag bis zum Saisonende. Knapp zwei Jahre nach seiner in Köln erlittenen Verletzung trat er im März und April 1974 in sechs Ligaspielen, wenngleich nur einem über 90 Minuten, für die Zürcher an, die die Saison als Vizemeister beendeten.
Zur Saison 1974/75 schloss er sich dem Meister der Regionalliga Berlin und Bundesligaaufsteiger Tennis Borussia Berlin an. Für TeBe, das auch den 35-jährigen Italien-Heimkehrer Karl-Heinz Schnellinger verpflichtet hatte, kam er auf acht Einsätze; alle in den ersten zehn Ligaspielen, die alle bis auf eines verloren gingen. In seinem letzten Spiel am 19. Oktober 1974 bei der 2:3-Niederlage im Auswärtsspiel gegen Fortuna Düsseldorf erzielte er auch seinen letzten Bundesligatreffer.

### Spiele in der North American Soccer League
Er hatte nur noch wenig Hoffnung auf ein Comeback im deutschen Bezahlfußball und so nahm er 1975 die Gelegenheit wahr, in der aufgrund des Wechsels von Pelé zu New York Cosmos global für Furore sorgenden North American Soccer League zu spielen. Zunächst bei den Boston Minutemen, wo er mit den Benfica-Legenden Eusébio und António Simões sowie dem US-Torwart-Star Shep Messing in einer Mannschaft spielte, gelang es ihm, sich dort als solider Spieler zu etablieren. 1975 und 1976 erzielte er dort acht Tore in 33 Spielen.
Nach der Pleite der Minutemen spielte er noch 1976 gemeinsam mit dem deutschen Nationalspieler Horst Köppel zwei Spiele für die von Eckhard Krautzun trainierten Vancouver Whitecaps, ehe er das Saisonende 1976 noch gemeinsam mit Eusébio bei den Toronto Metros-Croatia bestritt. Mit Toronto gewann er die US-Meisterschaft, die Soccer Bowl, durch einen 3:0-Finalsieg über die Minnesota Kicks. Sühnholz wurde zum besten Spieler des Finales, den „Most Valuable Player“ gewählt. Sowohl 1975 als auch 1976 wurde Sühnholz bei der Wahl des All-Star-Teams mit einer ehrenvollen Erwähnung bedacht.
1977 spielte er erneut mit Eusébio sowie António „Toni“ Oliveira und Franz Krauthausen, seinem alten Weggefährten aus Oberhausener und Münchner Tagen, für die Las Vegas Quicksilvers, für die er in 20 Spielen viermal traf. Trotz des Ausscheidens als Letzter der Gruppenphase schaffte es Sühnholz diesmal aber neben Beckenbauer, Pelé, George Best und Weltmeistertorwart Gordon Banks in die All-Star-Mannschaft der Saison aufgenommen zu werden.
1978 spielte er zunächst in der Halle und anschließend auch in der Meisterschaft für die Los Angeles Aztecs. Der Nordire George Best war hier sein prominentester Mitspieler. Die Aztecs wurden aber nur Gruppenletzter und nahmen nicht an den Play-offs teil. Noch 1978 wechselte er zu den in Anaheim bei Los Angeles beheimateten California Surf, mit denen er aber nach sechs Spielen in der ersten Runde der Play-offs ausschied. Er blieb bis zu seinem Karriereende bei Surf, wobei er 1979 noch einmal mit Franz Krauthausen zusammenspielte. In beiden Jahren überstand Surf die Gruppenphase, schied aber bei der nächstbesten Gelegenheit aus. 1979/80 nahm er zwischenzeitlich noch für die New York Arrows am Hallenwettbewerb der Major Soccer League teil.

## Trainerkarriere
Nach seiner Spielerlaufbahn hielt er zunächst Soccer-Camps, ehe er sich ab 1983 in Austin, Texas, als Trainer niederließ. Nachdem er Ende der 1980er Jahre bei den Austin Sockadillos vom Assistenztrainer zum Cheftrainer aufstieg, bekleidete er diese Rolle später auch bei den Austin Lone Stars. Von 1996 bis 2001 war er Trainer bei der USSF, dem US-amerikanischen Fußballverband, wo er von 1996 bis 1999 Co-Trainer der U16- und U20-Nationalmannschaft und anschließend zwei Jahre lang Cheftrainer der U20-Nationalmannschaft war. Nach seiner Zeit beim Verband war Sühnholz Trainer der Austin Aztex U23 in der USL Premier Development League von Ende 2007 bis zu deren Auflösung und Übergang in das Franchise Orlando City im Oktober 2010.
Am 19. Dezember 2019 wurde er in das Krankenhaus von Georgetown eingeliefert, wo er am 27. Dezember an Leberversagen verstarb. Der für seinen Humor bekannte „Wolf“, wie er in den USA genannt wurde, hinterließ seinen Sohn Holger und seine Enkelin Katrin, genannt „Fritzi“, die in Berlin leben. Im Mai 2019 war er anlässlich eines Zusammentreffens der Mannschaft die ein halbes Jahrhundert vorher Meister der Stadt wurde, selbst noch einmal dort. „‚Sprotte‘ Sühnholz sprach voller Emotionen über seine Zeit in unserem Verein“, hieß es.

## Erfolge
- Deutscher Meister: 1972
- Nordamerikanischer Meister: 1976